# Lodovico della Torre
Lodovico della Torre (Verona, XV secolo – ...) è stato un giurista e letterato italiano.

## Biografia
Nato in nobile famiglia veronese, frequentò a Mantova Ca' Zoiosa dell'umanista Vittorino da Feltre, dove apprese la lingua greca e latina.
Fu un letterato e seguì le orme del padre, studiando giurisprudenza. Fu podestà in diverse città italiane.